# Devasthanadahakkalu (Kotipura), Sorab
Devasthanadahakkalu (Kotipura) là một làng thuộc tehsil Sorab, huyện Shimoga, bang Karnataka, Ấn Độ.